# Raïymbek batyr (métro d'Almaty)
Raïymbek batyra
Raïymbek batyr (kazakh : Райымбек батыр (Raiymbek batyr)) ou Raïymbek batyra (russe : Райымбек батыра) est une station terminus de la ligne 1 du métro d'Almaty. au Kazakhstan. Elle est située à Almaty au Kazakhstan.
Elle est mise en service en 2011, avec le premier tronçon du métro.

## Situation sur le réseau
Établie en souterrain, Raïymbek batyr est une station de la Ligne 1 du métro d'Almaty, terminus nord (provisoire), elle est située avant la station Jibek Joly, en direction de la station terminus sud (provisoire) Mäskeou.

## Histoire
La station ter Baïkonour est mise en service le 1er décembre 2011, lors de l'ouverture à l'exploitation du premier tronçon, long de 7,6 km, de la ligne 1 du métro d'Almaty, entre Raïymbek batyr et Alataou. Elle est nommée en référence au cosmodrome de Baïkonour. Elle est nommée d'après un fameux héros kazakh du XVIIIe siècle qui a lutté avec succès contre les Dzoungars.

## Services aux voyageurs

### Desserte

Installations
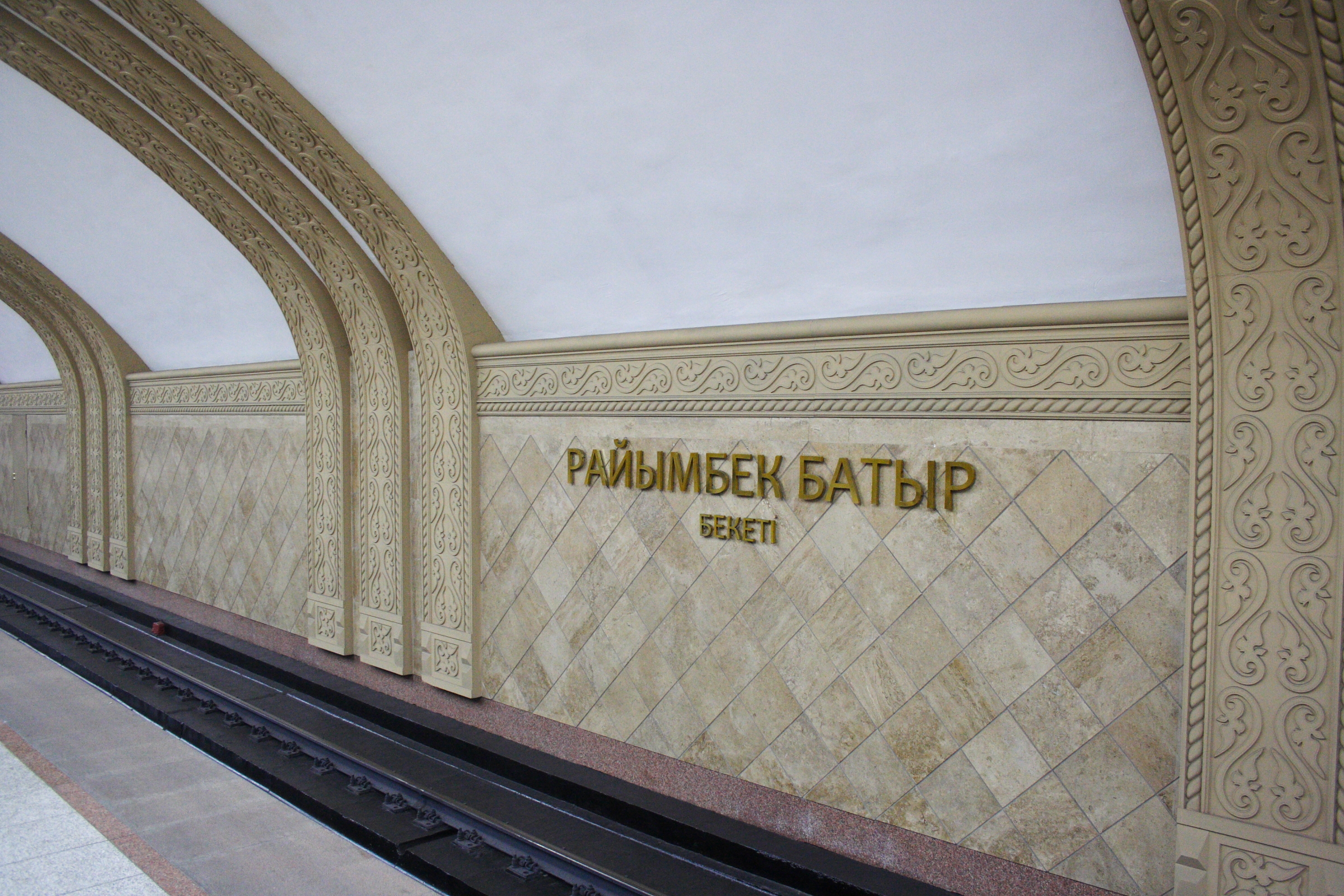
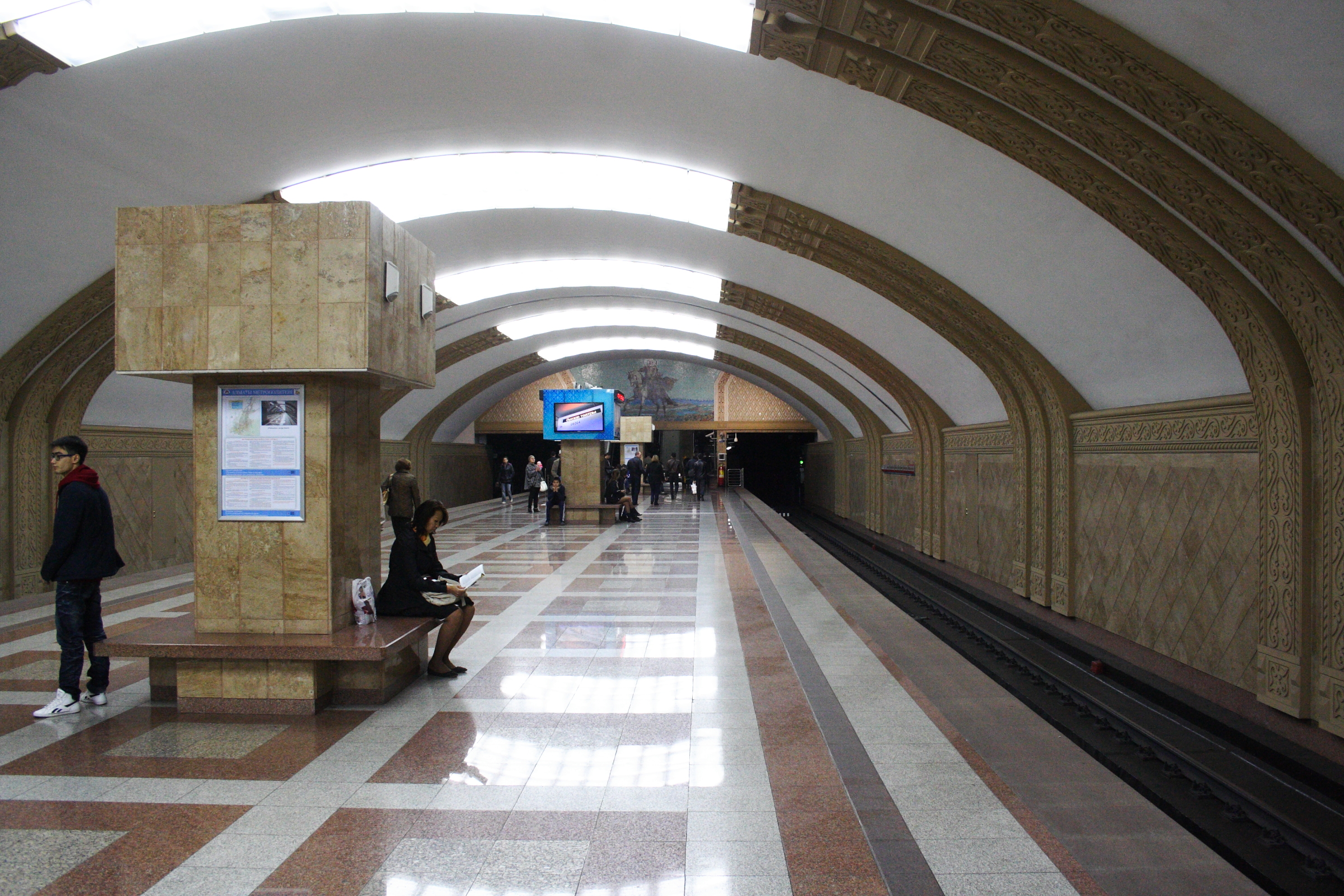
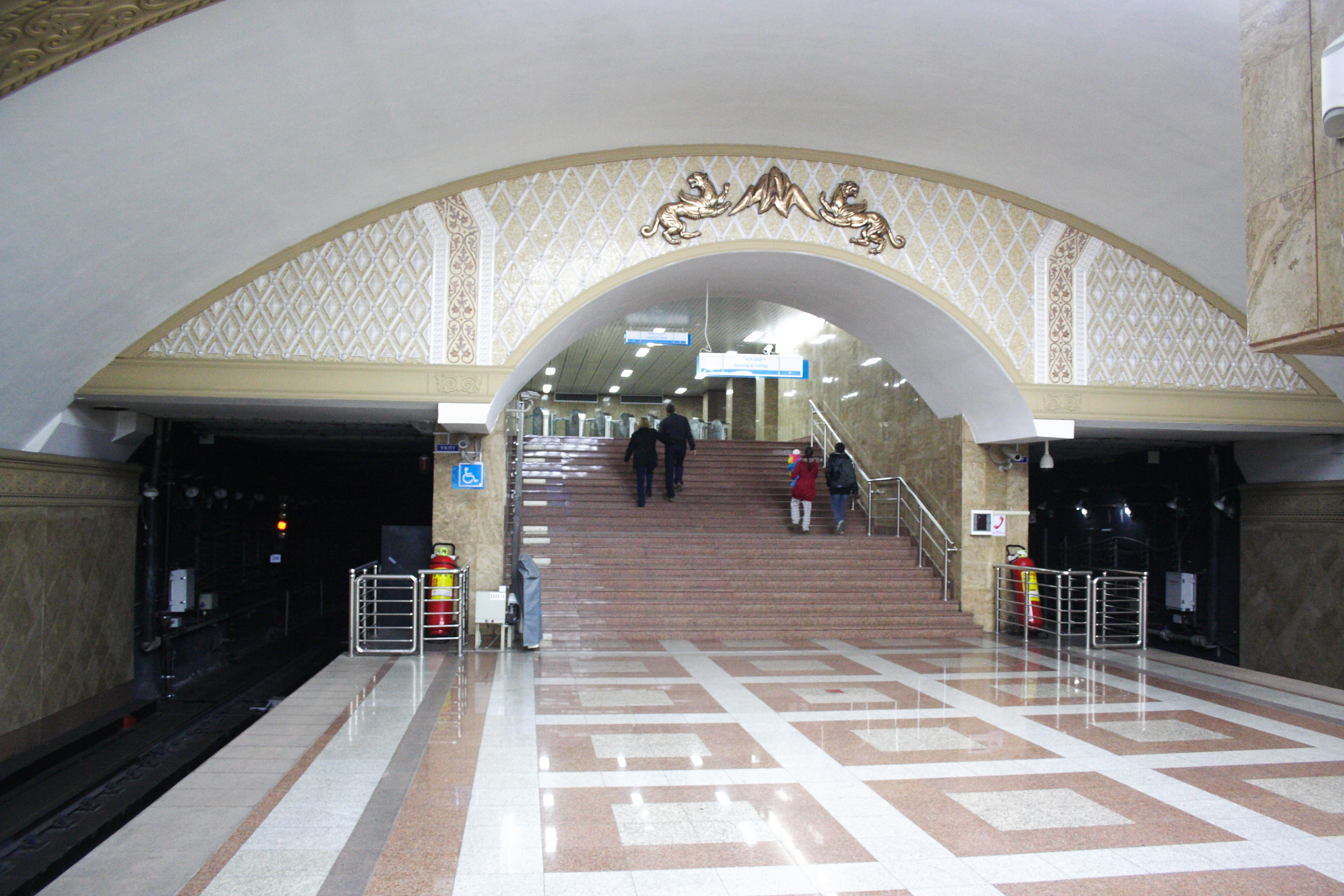